# Изобразительное искусство (издательство)
«Изобразительное искусство» — советское специализированное издательство.

## История
Основано в 1930 в Москве. До 1938, а также в период 1953—1963 называлось ИЗОГИЗ. В 1963—1969 находилось в составе издательства «Советский художник». Входило в систему Госкомиздата СССР.
Выпускало художественную изобразительную продукцию, монографии, книги, учебники и учебные пособия по изобразительному искусству, плакаты, почтовые карточки, открытки, труды Академии художеств СССР.
Издательские серии
- Искусство стран и народов мира
- Прогрессивные художники мира
- Герои Гражданской войны